# Krekels
Krekels (Gryllidae) zijn een familie van insecten die behoren tot de orde van de rechtvleugeligen (Orthoptera). Krekels behoren tot de subgroep van de langsprietigen (Ensifera).
Krekels komen wereldwijd voor. Vooral in de tropen is er een grote diversiteit. Belangrijke habitats voor krekels zijn onder meer graslanden, struiken en bossen, moerassen, stranden en grotten. Krekels zijn nachtdieren en staan vooral bekend om het hoge, schrille, tjirpende gezang van de mannetjes die vrouwtjes proberen aan te trekken. De zingende soorten hebben een goed gehoor: net onder het middelste gewricht van hun voorpoten bevinden zich tympanische organen, waarmee zij geluiden kunnen waarnemen.
De meeste krekels hebben een cilindrisch lichaam, een ronde kop en lange antennen. Achter het hoofd bevindt zich een glad, robuust halsschild. De buik eindigt in een paar lange cerci; vrouwtjes hebben daartussen een lange legboor. Krekels onderscheiden zich van andere rechtvleugeligen door hun poten waarvan de tarsus uit drie segmenten bestaat. De achterpoten hebben een vergrote femur waardoor ze goed kunnen springen. De voorvleugels zijn gemodificeerd tot taaie, leerachtige dekschilden. Sommige krekels tjirpen door delen ervan tegen elkaar te wrijven. Veel soorten krekels vliegen slechts zelden.

## Kenmerken
In tegenstelling tot de sprinkhanen, gebruiken krekels nooit hun poten om geluid te produceren. Het tjirpgeluid wordt door stridulatie voortgebracht waarbij de vleugels over elkaar worden gestreken. Veel krekels zijn herbivoor of omnivoor.

## Verspreiding en leefgebied
Er zijn ongeveer 900 soorten die vooral in warmere landen voorkomen. Soorten die in België en Nederland leven zijn de boskrekel (Nemobius sylvestris) en de veldkrekel (Gryllus campestris). Eerstgenoemde soort komt voor op de grond onder bomen of struiken, met name op plaatsen waar een dikke strooisellaag ligt. De veldkrekel is veel moeilijker te vinden in holletjes in grasland. In Nederland en België zijn de krekels sterk in aantal achteruitgegaan; ze staan daarom ook als bedreigd op de rode lijst van sprinkhanen en krekels. Boskrekels komen plaatselijk in bossen in het oosten van Nederland en in sommige delen van België echter nog veelvuldig voor.
Door de klimaatverandering is er echter in 2004 in Nederland ook een soort bij gekomen: de boomkrekel (Oecanthus pellucens). Deze soort verbreidt zich in het Rijndal, en is bij Lobith Nederland binnengekomen. In augustus 2010 is er weer een nieuwe soort voor Nederland ontdekt: Eumodicogryllus bordigalensis.

## Voortplanting
De wijfjes hebben een lange legbuis waarmee ze de eieren afzetten in de grond of in spleten.

## Tjirpen krekels
Het geluid dat krekels maken wordt vaak tjirpen genoemd, de wetenschappelijke naam is stridulatie. Alleen de mannelijke krekels tjirpen. Het geluid wordt gemaakt door het tjirp-orgaan, een lange ader die langs de onderkant van elke vleugel loopt en is bedekt met "tanden" zoals een kam. Het tjirpende geluid wordt gemaakt door de bovenkant van een vleugel langs de onderkant van een andere vleugel te halen. Als hij dit doet, houdt hij zijn vleugels omhoog en open zodat de membranen van de vleugels als akoestische zeilen kunnen acteren. Het is een populaire mythe dat de krekel tjirpt door zijn poten samen te wrijven.
Krekels tjirpen met verschillende snelheden en frequenties afhankelijk van de soort en de temperatuur van de omgeving. De meeste soorten tjirpen sneller naarmate de temperatuur stijgt.

## Taxonomie

De algemene soort Gryllus assimilis
----

Bij de familie zijn de volgende onderfamilies en geslachten ingedeeld (niet compleet):
- Onderfamiliegroep Gryllinae Group Laicharting, 1781 [tijdelijke naam]
  - Onderfamilie Gryllinae Laicharting, 1781
  - Onderfamilie Gryllomiminae Gorochov, 1986
  - Onderfamilie Gryllomorphinae Saussure, 1877
  - Onderfamilie Gryllospeculinae  Gorochov, 1985  †
  - Onderfamilie Itarinae Chopard, 1932
  - Onderfamilie Landrevinae Gorochov, 1982
  - Onderfamilie Sclerogryllinae Gorochov, 1985
  - Geslacht Capillogryllus Xie, Zheng & Liang, 2003
  - Geslacht Cratogryllus Martins-Neto, 1991  †
  - Geslacht Ectodrelanva Gorochov, 1999
  - Geslacht Endodrelanva Gorochov, 1999
  - Geslacht Micromacula Whalley, 1985  †
  - Geslacht Paranurogryllus Mesa & García-Novo, 1999
  - Geslacht Regoza Gorochov & Kostia, 1999
  - Geslacht Sharovella Gorochov, 1985  †
  - Geslacht Spinogryllus Vasanth, 1993
  - Geslacht Trichogryllus Chopard, 1936  †
- Onderfamiliegroep Phalangopsinae Group [tijdelijke naam]
  - Onderfamilie Cachoplistinae Saussure, 1877
  - Onderfamilie Luzarinae Hebard, 1928
    - Geslacht Bambuina De Mello, Horta & Bolfarini, 2013[5]

  - Onderfamilie Paragryllinae Desutter-Grandcolas, 1987
  - Onderfamilie Phalangopsinae Blanchard, 1845
  - Onderfamilie Phaloriinae Gorochov, 1985
  - Geslacht Megacris Desutter-Grandcolas, 2012
- Onderfamiliegroep Podoscirtinae Group [tijdelijke naam]
  - Onderfamilie Euscyrtinae Gorochov, 1985
  - Onderfamilie Hapithinae Gorochov, 1986
  - Onderfamilie Pentacentrinae Saussure, 1878
  - Onderfamilie Podoscirtinae Saussure, 1878
  - Onderfamilie Eneopterinae Saussure, 1893
  - Geslachtengroep Eneopterini Saussure, 1893
  - Geslachtengroep Eurepini Robillard, 2004
  - Geslachtengroep Lebinthini Robillard, 2004
  - Geslachtengroep Nisitrini Robillard, 2004
  - Geslachtengroep Xenogryllini Robillard, 2004
  - Geslacht Adenophallusia de Mello & de Camargo e Mello, 1996
  - Geslacht Alexandrina Otte & Perez-Gelabert, 2009
  - Geslacht Antillicharis Otte & Perez-Gelabert, 2009
  - Geslacht Brontogryllus Martins-Neto, 1991  †
  - Geslacht Carylla Otte & Perez-Gelabert, 2009
  - Geslacht Dongwana Otte & Perez-Gelabert, 2009
  - Geslacht Jabulania Otte & Perez-Gelabert, 2009
  - Geslacht Knyella Otte & Perez-Gelabert, 2009
  - Geslacht Laurellia Otte & Perez-Gelabert, 2009
  - Geslacht Margarettia Otte & Perez-Gelabert, 2009
  - Geslacht Mashiyana Otte & Perez-Gelabert, 2009
  - Geslacht Picinguaba de Mello, 1990
  - Geslacht Proecanthus Sharov, 1968  †
  - Geslacht Sabelo Otte & Perez-Gelabert, 2009
  - Geslacht Sipho Otte & Perez-Gelabert, 2009
  - Geslacht Stenoecanthus Chopard, 1912
  - Geslacht Swezwilderia Chopard, 1929
  - Geslacht Walkerana Otte & Perez-Gelabert, 2009
- Onderfamilie Nemobiinae Saussure, 1877
  - Geslachtengroep Grylliscini Gorochov, 1986
  - Geslachtengroep Hemigryllini Gorochov, 1986
  - Geslachtengroep Marinemobiini Gorochov, 1985
  - Geslachtengroep Nemobiini Saussure, 1877
  - Geslachtengroep Pteronemobiini Otte & Alexander, 1983
  - Geslachtengroep Thetellini Otte & Alexander, 1983
  - Geslacht Baltonemobius Gorochov, 2010  †
  - Geslacht Calperum Rentz & Su, 1996
  - Geslacht Cophonemobius Chopard, 1929
  - Geslacht Cophoscottia Chopard, 1951
  - Geslacht Homonemobius Chopard, 1935
  - Geslacht Micronemobius Ingrisch, 1987
  - Geslacht Ngamarlanguia Rentz & Su, 1996
  - Geslacht Scottiola Uvarov, 1940
  - Geslacht Sudanicus Werner, 1913
  - Geslacht Tahitina Hebard, 1933
  - Geslacht Taiwanemobius Yang & Chang, 1996
  - Geslacht Territirritia Rentz & Su, 1996
  - Geslacht Zucchiella de Mello, 1990
- Onderfamilie Oecanthinae Blanchard, 1845
  - Geslachtengroep Oecanthini Blanchard, 1845
    - Geslacht Oecanthodes Toms & Otte, 1988
    - Geslacht Oecanthus Serville, 1831
    - Geslacht Viphyus Otte, 1988

  - Geslachtengroep Xabeini Vickery & Kevan, 1983
    - Geslacht Leptogryllus Perkins, 1899
    - Geslacht Prognathogryllus Brunner von Wattenwyl, 1895
    - Geslacht Thaumatogryllus Perkins, 1899
    - Geslacht Neoxabea Kirby, 1906
    - Geslacht Xabea Walker, 1869

  - Geslacht Paraphasius Chopard, 1927
- Onderfamilie Pteroplistinae Chopard, 1936
  - Geslachtengroep Odontogryllini de Mello, 1992
  - Geslachtengroep Pteroplistini Chopard, 1936
  - Geslacht Asymmetriola Gorochov, 2010
  - Geslacht Changiola Gorochov, 2004
  - Geslacht Crockeriola Gorochov & Kostia, 1999
  - Geslacht Kerinciola Gorochov, 2004
  - Geslacht Pangrangiola Gorochov, 2004
  - Geslacht Singapuriola Gorochov & Tan, 2012
  - Geslacht Tembelingiola Gorochov, 2004
  - Geslacht Tramlapiola Gorochov, 1990
- Onderfamilie Trigonidiinae Saussure, 1874
  - Geslachtengroep Phylloscyrtini Chopard, 1968
  - Geslachtengroep Trigonidiini Saussure, 1874
  - Geslacht Anele Otte, Carvalho & Shaw, 2003
  - Geslacht Fijixipha Otte & Cowper, 2007
  - Geslacht Kadavuxipha Otte & Cowper, 2007
  - Geslacht Levuxipha Otte & Cowper, 2007
  - Geslacht Minutixipha Otte & Cowper, 2007
  - Geslacht Myrmegryllus Fiebrig, 1907
  - Geslacht Nanixipha Otte, Carvalho & Shaw, 2003
  - Geslacht Nausorixipha Otte & Cowper, 2007
  - Geslacht Savuxipha Otte & Cowper, 2007
  - Geslacht Svistella Gorochov, 1987
  - Geslacht Tavukixipha Otte & Cowper, 2007
  - Geslacht Vanuaxipha Otte & Cowper, 2007
  - Geslacht Veisarixipha Otte & Cowper, 2007
  - Geslacht Vitixipha Otte & Cowper, 2007
  - Geslacht Vudaxipha Otte & Cowper, 2007
  - Geslacht Gryllidium Westwood, 1854  †
  - Geslacht Liaonemobius Ren, 1998  †
  - Geslacht Lithogryllites Cockerell, 1908  †
  - Geslacht Menonia George, 1936  †
  - Geslacht Nanaripegryllus Martins-Neto, 2002  †
  - Geslacht Pronemobius Scudder, 1890  †
  - Geslacht Trigonidium Rambur, 1838  †

## In Nederland waargenomen soorten
- Genus: Acheta
  - Acheta domesticus - (Huiskrekel)
- Genus: Eumodicogryllus
  - Eumodicogryllus bordigalensis - (Spoorkrekel)
- Genus: Gryllodes
  - Gryllodes sigillatus - (Dierentuinkrekel)
- Genus: Gryllus
  - Gryllus bimaculatus - (Zuidelijke Veldkrekel)
  - Gryllus campestris - (Veldkrekel)
  - Gryllus assimilis - (Steppenkrekel-voedseldieren)
- Genus: Nemobius
  - Nemobius sylvestris - (Boskrekel)
- Genus: Oecanthus
  - Oecanthus pellucens - (Boomkrekel)